# Torresovy ostrovy

Torresovy ostrovy

Torresovy ostrovy jsou nejsevernější souostroví Vanuatu. Spolu s jižně ležícími Banksovými ostrovy tvoří vanuatskou provincii Torba a skládají se ze sedmi ostrovů, Hiu, Metoma, Tegua, Ngwel, Linua, Loh a Toga. Celková plocha ostrovů je 117,2 čtverečních kilometrů, z čehož 112 kilometrů čtverečních připadá na čtyři největší ostrovy, Hiu, Tegua, Toga a Loh, na kterých také žije naprostá většina z více než 800 obyvatel, přičemž ostrůvky Ngwel a Linua jsou zcela neobydlené.
Za hlavní sídlo je považováno Lungharegi na ostrově Linua, kde je také jediné letiště.
Ostrovy jsou pojmenovány po mořeplavci Luisu Torresovi, který sice Vanuatu na své cestě navštívil, ale přímo na Torresových ostrovech on sám ani nikdo z jeho výpravy nebyl. Podobně nemají Torresovy ostrovy nic společného ani se vzdáleným Torresovým průlivem ani s ostrovy Torresova průlivu.